# 6のトリガー
『6のトリガー』（ロクのトリガー、Six Trigger）は、TALI（原作：タカフミ、漫画：銀子）による日本の漫画作品。『ゲッサン』（小学館）にて2012年2月号から2013年9月号まで連載。話数表記は「第○弾込（だい○たまこめ）」。単行本は全4巻。全20話。

## 概要
義手を嵌めかえることによって人体が入れ替わる能力を持つ主人公の殺し屋が、シリアスな展開で任務を遂行していく「SF・ガンアクション漫画」。

## 登場人物
ツバメ
本作の主人公。多重人体の殺し屋。左手に嵌める義手「メカンド」によって人体・人格を変えることができる能力を持つ。メカンドは赤色。
スズメ
ツバメの中にいる人体の1人である、殺し屋の少女。二丁拳銃を武器とする。イケメンに目がないが女に暴力を振るう男には容赦しない。メカンドは蜘蛛が描かれた青色。
ペンギン
ツバメの中にいる人体の1人である、スナイパーの幼少年。ライフルを武器とする。基本的に無表情だが食べ物を目にすると満面の笑みを見せる。メカンドは小さなパネルの付いたブラウン。
ワシ
ツバメの中にいる人体の1人である、サイボーグ人間。マスクを着けているものの感情が分かりやすく、情に弱い。メカンドは黒いガトリングガンであり、それを武器とする。
ミミズク
ツバメの中にいる人体の主人格。袴を着ていてツバメとよく似た風貌を持つ青年。メカンドはツバメと同じ型のもので紺色。実はツバメとフロストの息子(ツバメは嫌がっている)。
ツル
ツバメの中にいる人体の1人である、刀を武器とする少年。実力はあるものの人殺しを嫌う。メカンドは赤と白。実はフロストの弟で本来の肉体も存在している。
フロスト
本作の（裏）ヒロインで、かつてツバメと同棲していた女。
病によって自分の余命が少ない間で母親になるという望みを叶えるためにツバメに近づき、彼との間にミミズクを(人工的に)儲けて事切れた。

## 書籍
- TARI『6のトリガー』小学館〈ゲッサン少年サンデーコミックス〉、全4巻
  1. 2012年6月17日初版発行（2012年6月12日発売）、ISBN 978-4-09-123737-8
  2. 2012年11月17日初版発行（2012年11月12日発売）、ISBN 978-4-09-123875-7
  3. 2013年4月17日初版発行（2013年4月12日発売）、ISBN 978-4-09-124258-7
  4. 2013年10月16日初版発行（2013年10月11日発売）、ISBN 978-4-09-124420-8